# Églises en bois d'Ukraine

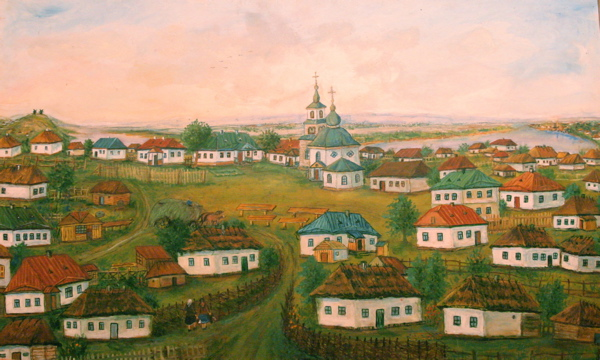
Vue du XIXe siècle du village de Trypillia et de son église en bois, avant la construction du barrage sur le fleuve Dnipro (Musée archéologique régional).

L'architecture des églises en bois d'Ukraine est un art dont les premières apparitions se font aux débuts de la chrétienté dans la région, et comprend un ensemble de styles et de formes uniques, qui peuvent être très spécifiques selon les régions. En tant que culture vernaculaire, ces styles sont transmis d'une génération à l'autre. Ils varient de la construction très simple au bâtiment complexe, requérant un niveau de charpenterie très élevé et une certaine habileté quant à la sculpture du bois.
En plus des tserkvas (églises gréco-catholiques ou orthodoxes orientales), quelques kosciols (églises catholiques romaines) sont préservées en Ukraine occidentale. Certaines de ces églises sont toujours utilisées.

## Aperçu général
En 2010, près de 1 900 églises en bois avaient été identifiées, et plus de 2 200 en 2024. De plus, beaucoup des ukrainiens ayant émigré en Amérique du Nord utilisèrent leur style, mais en s'adaptant aux matériaux et à l'environnement locaux (voir la Cathédrale de la Sainte-Trinité de Chicago). Selon le directeur de la Galerie d'art de Lviv, Boris Voznitsky, la situation actuelle de la préservation des églises uniques d'Ukraine est très difficile. Ainsi, il y a eu plus d'incendies d'églises après la chute de l'Urss que sous le règne soviétique.

## Églises d'Ukraine centrale et orientale

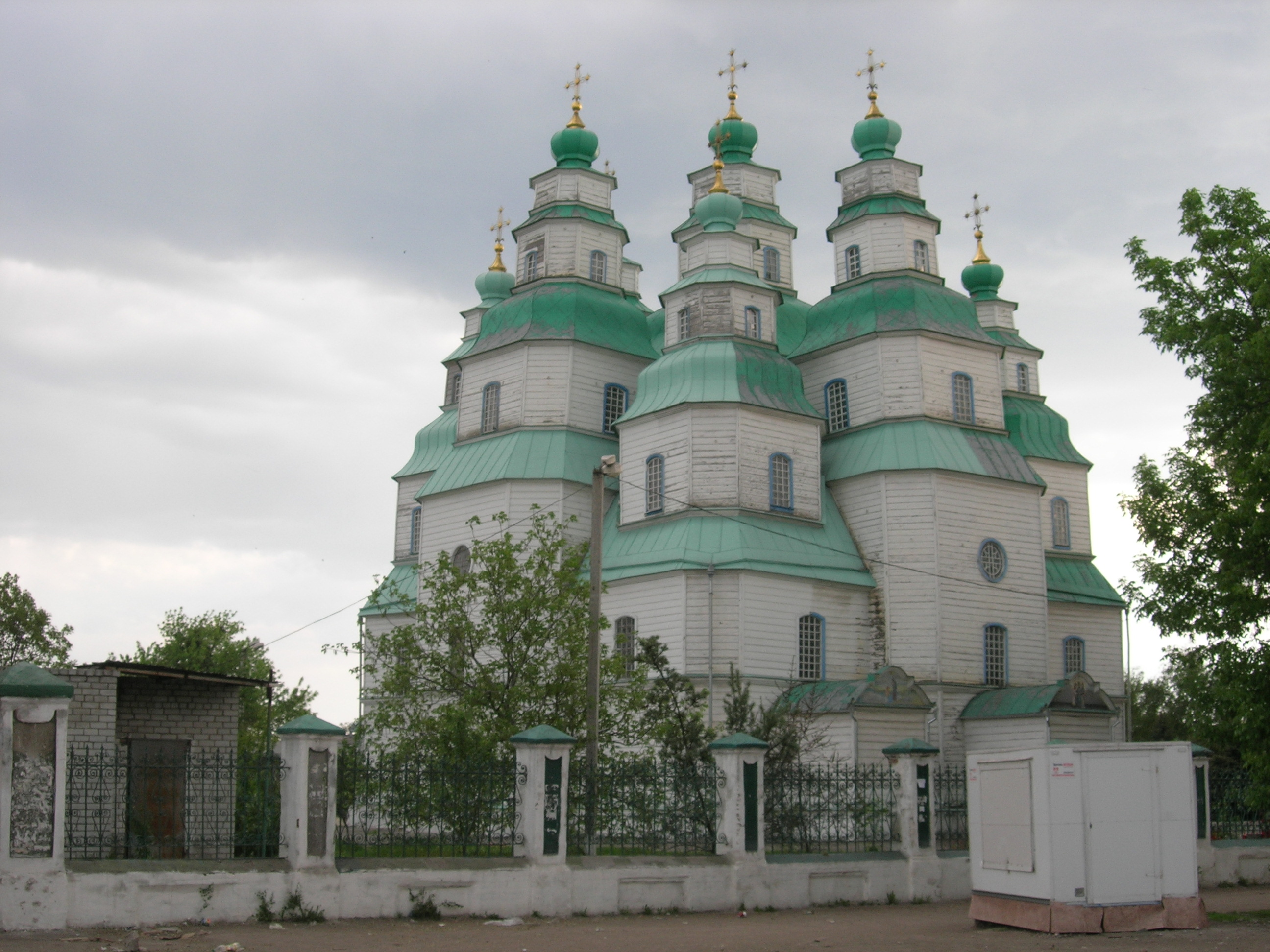
Église du monastère de la Sainte-Trinité à Novomoskovsk, au sud-est de l'Ukraine

L'architecture des églises en bois de l'Ukraine centrale et orientale trouve ses racines dans le premier millénaire de la chrétienté ukrainienne, à l'époque de Vladimir Ier (Grand-prince de Kiev de 980 à 1015). Alors que les églises en pierre prévalaient dans les zones urbaines, celles en bois perdurèrent principalement dans les villages ukrainiens d'Ukraine centrale et occidentale. À l'opposé de l'Ukraine occidentale, il n'y a pas de claire distinction de style selon la région. Celles du centre sont similaires aux églises en pierre multicamérales du Rus' de Kiev pour ce qui est de la forme. 

## Églises d'Ukraine occidentale

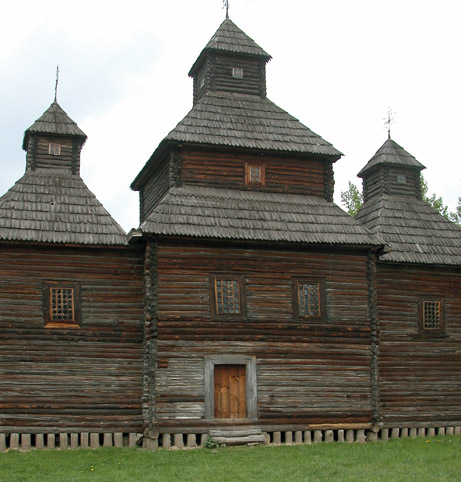
Église en bois au musée Pyrohiv, Ukraine centrale

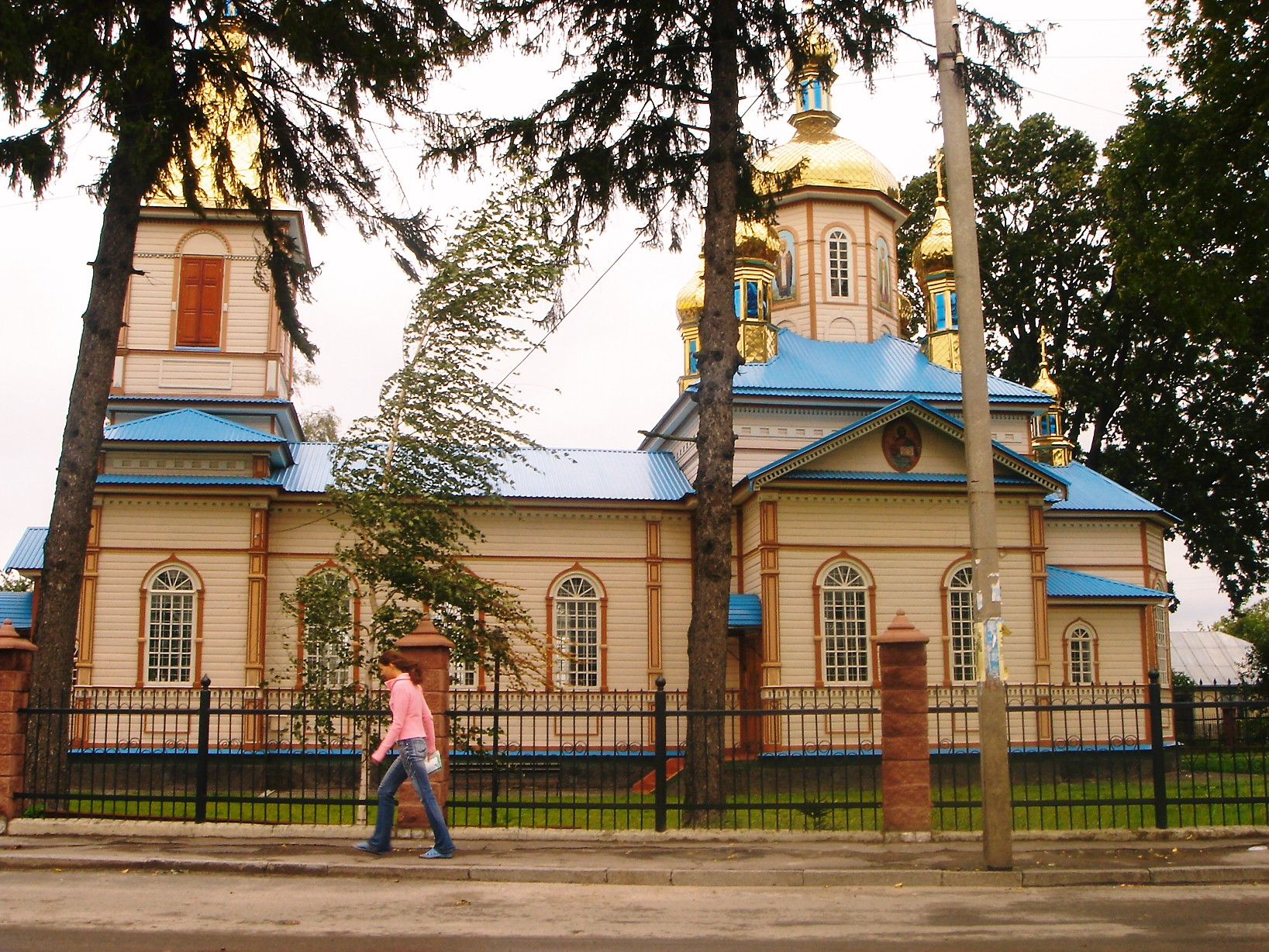
Tserkva en bois près de Rivne, l'Ukraine occidentale

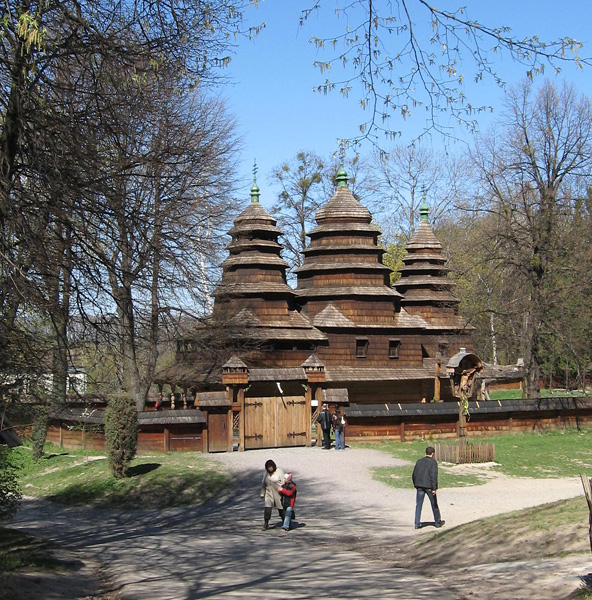
Église Kryvka à Lviv, ouest de l'Ukraine

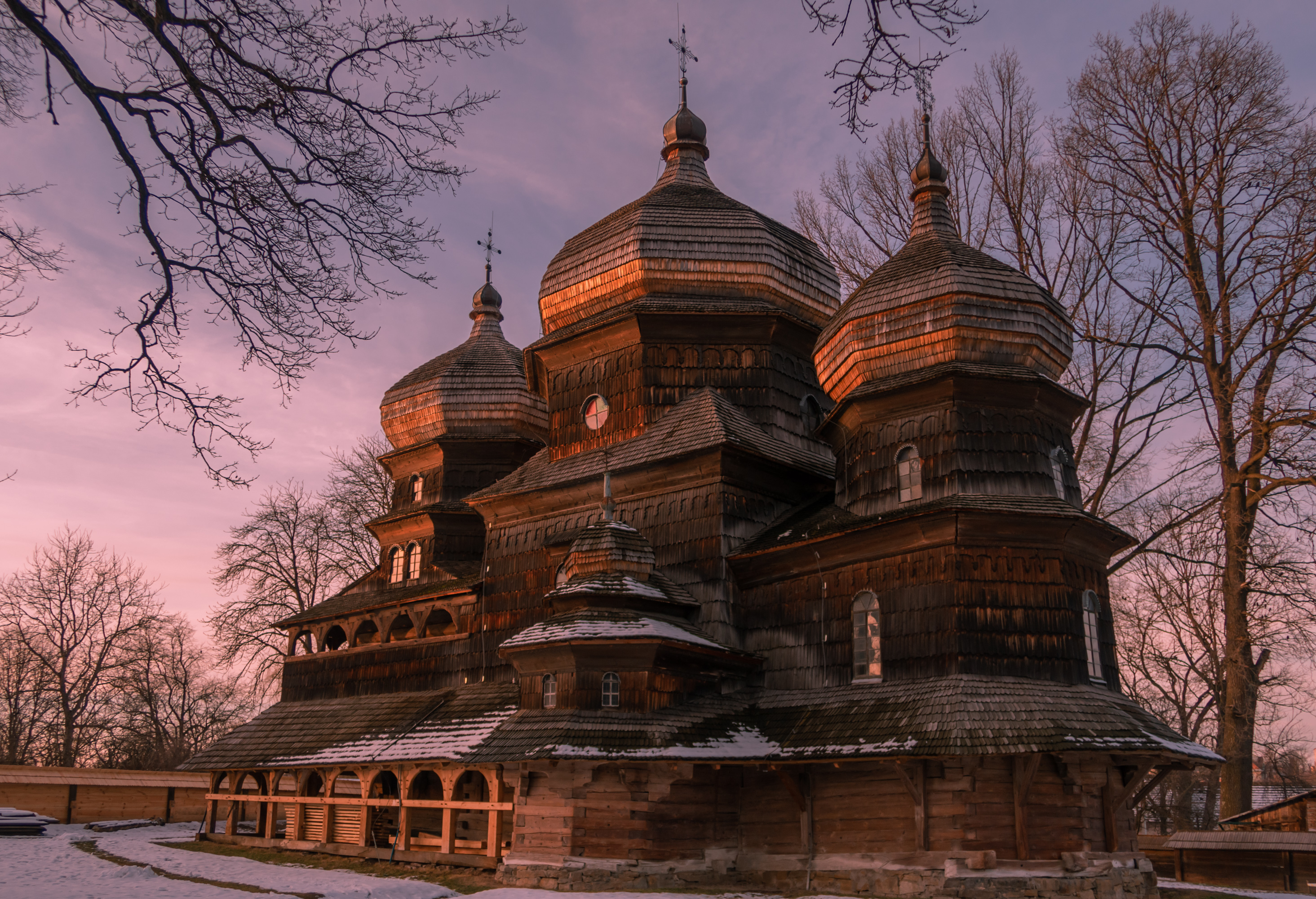
Église Saint-Georges de Drohobytch, ouest de l'Ukraine

Les cultures d'Ukraine occidentale et transcarpate, relativement isolées, ont pu perdurer jusqu'au début du XXe siècle. Les styles sont toutefois très différents selon les régions et les ethnies, chacun étant spécifique à la culture, à l'environnement et à l'histoire locaux.
Deux techniques de toiture sont cependant communes à toutes les régions :
- construction d'une opasannia, structure supportant le toit, formée à partir de rondins dépassant des coins supérieurs des murs en rondins
- la pidachtchia, sorte d'opasannia, mais s'étendant suffisamment pour former un surplomb continu sur toute la circonférence de l'église

L'oblast de Lviv compte à lui seul 999 églises enregistrées comme monuments d'architecture (dont 398 d'importance nationale). Cependant, seules 16 d'entre elles ont un système d'alarme anti-incendie. Durant l'époque post-soviétique, l'oblast perd 80 églises dans des incendies. En 2009, le gouvernement de la région finance, à hauteur de deux millions de Hryvnia, des projets de restauration de ces églises.
Huit églises en bois d'Ukraine occidentale (des Tserkvas en bois de la région des Carpates en Pologne et en Ukraine) font partie du  patrimoine mondial. 

### Bucovine
L'église traditionnelle bucovine dispose des caractéristiques suivantes :
- un haut toit à pignon, souvent évasé au-dessus du sanctuaire polygonal
- Une opasannia et des bardeaux
- La structure est généralement construite à partir de rondins, mais souvent couverte d'argile et badigeonnée à la chaux, de même que pour les maisons typiques de la région.

### Lemko
Les églises Lemko sont généralement de conception tripartite :
- un très haut toit à pignons
- une tour au-dessus de chacune des trois parties, celle de l'entrée étant plus haute. Sur chaque tour est disposée une flèche, généralement de style gothique, quoique construite dans un style ukrainien.

### Houtsoule
L'église Houtsoule est généralement de conception cruciforme et en cinq parties :
- des arcades type opasannia construites à l'aide de rondins d'épicéa
- un dôme central octaédrique au toit évasé, au lieu d'un dôme en forme d'oignon
- utilisation d'étain ou de métaux dans les parties supérieures de l'église, aspect unique et spécifique à l'architecture houtsoule, également présente dans les maisons.

### Boyko
L'église boyko est remarquable par sa conception tripartite, munie d'une large nef centrale :
- la toiture complexe, à plusieurs niveaux, et bardée est l'un des traits les plus distingués de la conception boyko
- une structure très traditionnelle, aussi bien avec des murs sans cadre ni chevrons que des opasannia ou des piddachtchia.

### Ternopil
Les styles de Ternopil sont généralement un métissage de styles carpates et kiévienne. Deux styles dominent cependant : le style nef et le style cruciforme :
- le premier consiste en la construction d'un long bâtiment rectangulaire, au toit à pignons sur les côtés opposés, avec un dôme décoratif en forme d'oignon, souvent invisible depuis l'intérieur.
- le second utilise un motif cruciforme équidistant, avec un dôme central en forme d'oignon, et un toit à pignons au-dessus de chaque partie cruciforme. Ce style utilise également la pierre dans les zones urbaines.

## Liste d'églises en bois en Ukraine

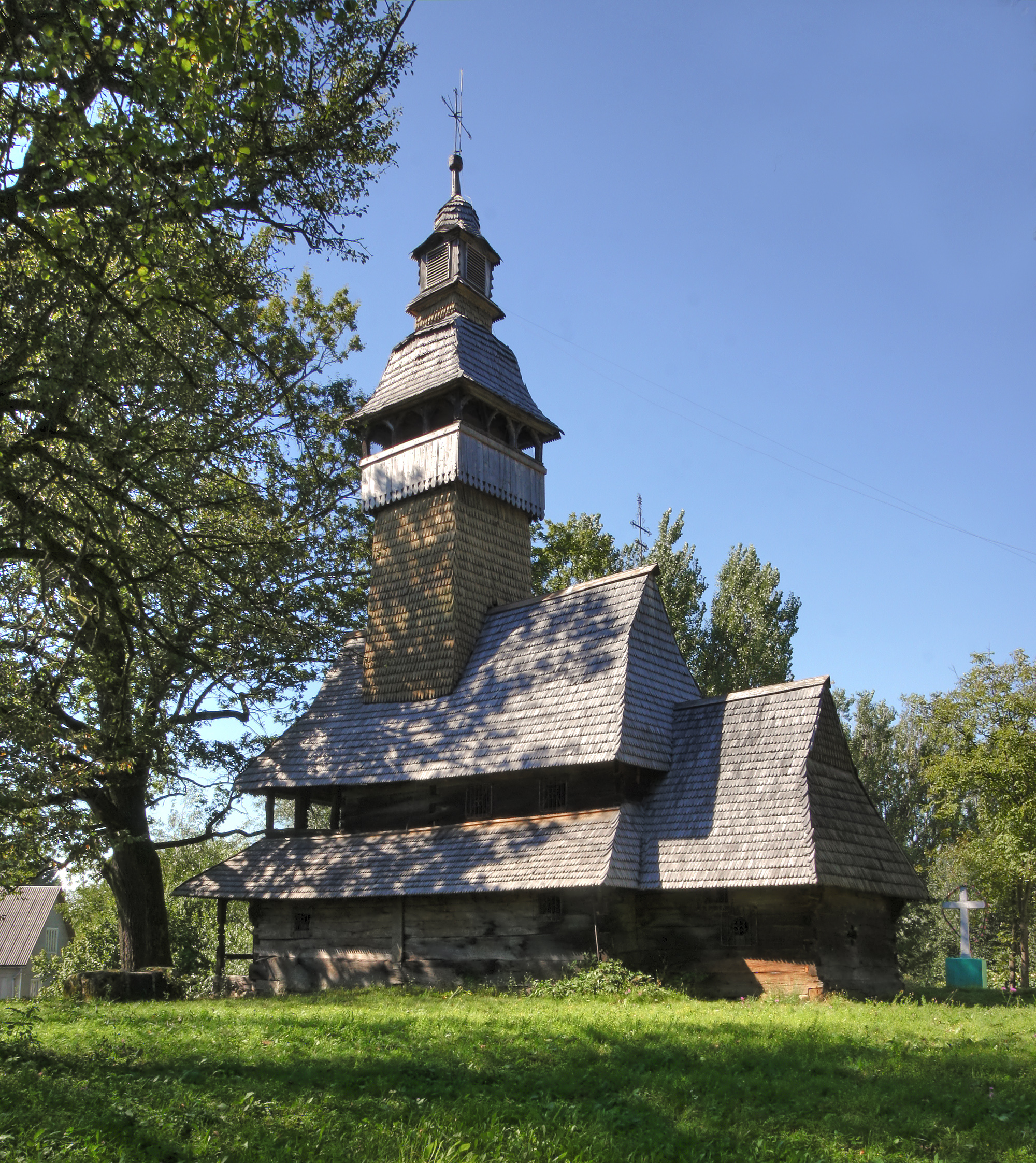
Église de Kolodne, Ukraine transcarpatique

- Apşiţa (Voditsa en ukrainien, Kisapsa en hongrois)
- Apşa de Mijloc, Susani (Serednie Vodiane en ukrainien, Középapsa en hongrois)
- Apşa de Mijloc, Josani
- Apşa din Jos, Părău (Verkhnie Vodiane en ukrainien, Alsoapsa en hongrois)
- Danylovo (Dănileşti en roumain, Husztsófalva en hongrois)
- Dulovo (Duleni en roumain, Dulfalva en hongrois)
- Ganychi (Găneşti en roumain, Gánya en hongrois)
- Église de la Sainte Trinité, Jovkva
- Kobyletska Poliana (Poiana Cobilei en roumain et Gyertyánliget en hongrois)
- Kolodne (Darva en roumain et hongrois)
- Krainykovo (anciennement Steblivka entre 19120-1938 et 1945-1946, Mihálka en hongrois, Crainiceni en roumain)
- Neresnytsia (Nereşniţa en roumain, Nyéresháza en hongrois)
- Nyzhnie Selyshche (Săliştea de Jos en roumain, Alsószelistye en hongrois)
- Olexandrivka (Sândreni en roumain, Sándorfalva en hongrois)
- Ruska Pole I (Domneştii Mari en roumain, Úrmező en hongrois)
- Ruska Pôle II
- Sokyrnytsia (Săclânţa en roumain, Szeklencze en hongrois)
- Steblivka (Duboşari en roumain, Száldobos en hongrois)
- Ternovo (Târnova en roumain, Kökényes en hongrois)

## Liste d'églises en bois de l'oblast de Transcarpatie

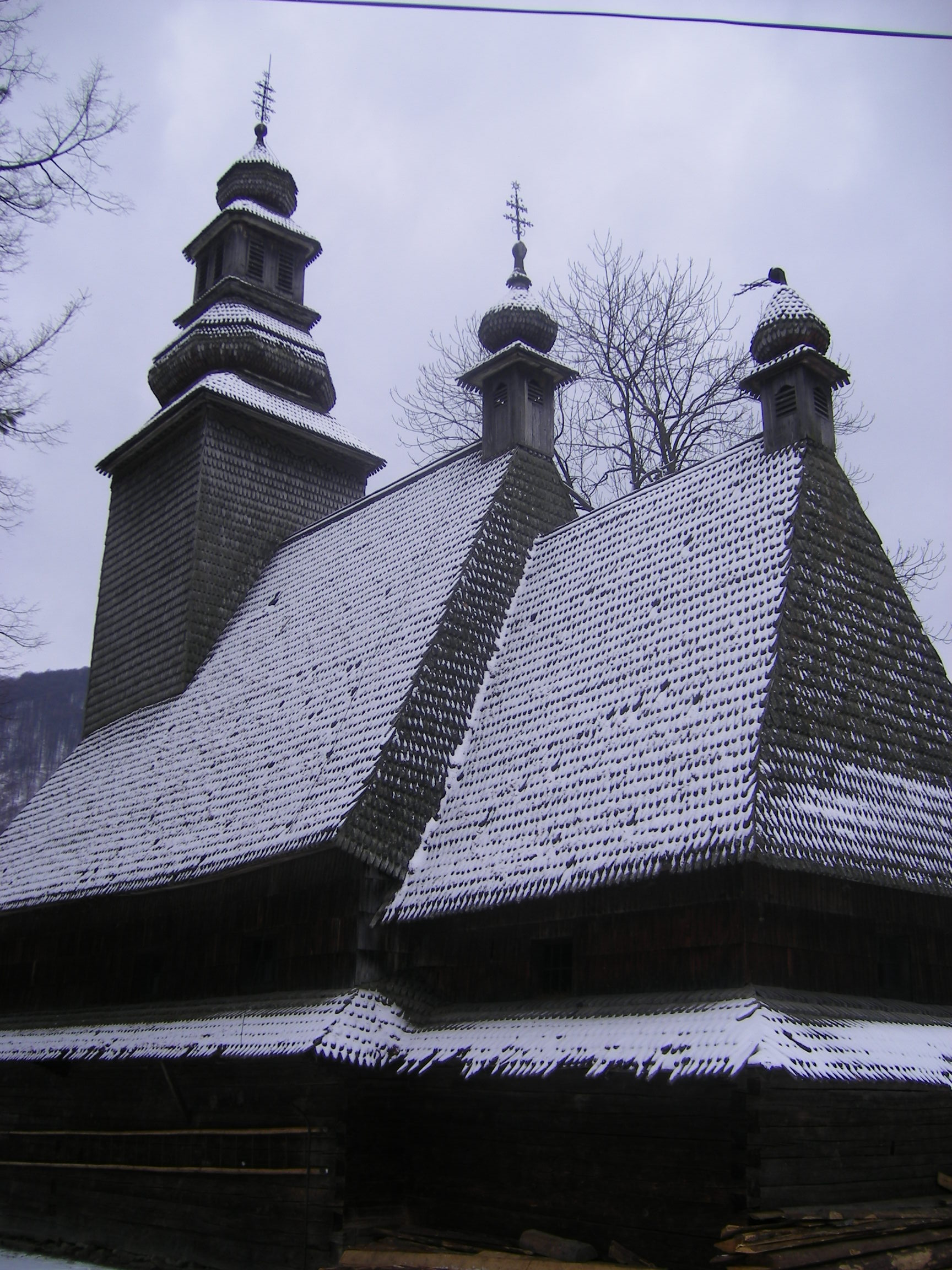
Église gréco-catholique de Kolochava, oblast de Transcarpatie

- Églises de Serednie Vodiane
- Église de Verkhnié Vodiane
- Église de Danylovo
- Église de Kolodné
- Église de Krainykovo
- Église de Nyzhnie Selyshche
- Église de Oleksandrivka
- Église de Sokyrnytsia
- Église de Steblivka